# Badamalos
Badamalos is een plaats (freguesia) in de Portugese gemeente Sabugal en telt 100 inwoners (2001).